# Веллі-Парк (Міссурі)
Веллі-Парк (англ. Valley Park) — місто (англ. city) в США, в окрузі Сент-Луїс штату Міссурі. Населення — 6885 осіб (2020).

## Географія
Веллі-Парк розташоване за координатами 38°33′3″ пн. ш. 90°29′35″ зх. д. / 38.55083° пн. ш. 90.49306° зх. д. (38.550737, -90.493031).  За даними Бюро перепису населення США в 2010 році місто мало площу 10,42 км², з яких 9,84 км² — суходіл та 0,57 км² — водойми. В 2017 році площа становила 11,11 км², з яких 10,54 км² — суходіл та 0,57 км² — водойми.

## Демографія
Згідно з переписом 2010 року, у місті мешкали 6942 особи в 2974 домогосподарствах у складі 1640 родин. Густота населення становила 667 осіб/км².  Було 3209 помешкань (308/км²).
Расовий склад населення:
| - 85,1 % — білих - 6,3 % — азіатів - 4,0 % — чорних або афроамериканців - 0,4 % — корінних американців - 2,0 % — осіб інших рас |

До двох чи більше рас належало 2,3 %. Частка іспаномовних становила 3,9 % від усіх жителів.
За віковим діапазоном населення розподілялося таким чином: 23,1 % — особи молодші 18 років, 63,8 % — особи у віці 18—64 років, 13,1 % — особи у віці 65 років та старші. Медіана віку мешканця становила 34,9 року. На 100 осіб жіночої статі у місті припадало 91,5 чоловіків;  на 100 жінок у віці від 18 років та старших — 87,0 чоловіків також старших 18 років.
Середній дохід на одне домашнє господарство  становив 69 219 доларів США (медіана — 54 101), а середній дохід на одну сім'ю — 82 198 доларів (медіана — 66 625). Медіана доходів становила 55 026 доларів для чоловіків та 44 337 доларів для жінок. За межею бідності перебувало 11,2 % осіб, у тому числі 22,2 % дітей у віці до 18 років та 3,0 % осіб у віці 65 років та старших.
Цивільне працевлаштоване населення становило 3791 осіб. Основні галузі зайнятості: освіта, охорона здоров'я та соціальна допомога — 22,5 %, мистецтво, розваги та відпочинок — 12,5 %, науковці, спеціалісти, менеджери — 12,4 %.